# 克里裸胸鱔
克里裸胸鱔，又稱克里裸胸鯙，為輻鰭魚綱鰻鱺目鯙亞目鯙科的其中一種，分布於澳洲東部海域，棲息深度100-310公尺，體長可達75公分，為底棲性魚類，生活在珊瑚礁，屬肉食性，生活習性不明。

## 擴展閱讀
維基物種上的相關：克里裸胸鱔